# Komkommertijd
Komkommertijd is de benaming voor een bepaalde periode in het jaar, met name in de zomer, waarin er relatief weinig nieuws te melden is omdat politici en veel anderen op vakantie zijn.

## Herkomst
De herkomst van het woord komkommertijd is niet helemaal zeker.

### Engels
Een mogelijke verklaring is dat komkommertijd een leenwoord is uit het Engels, waar kleermakers de term cucumber-time gebruikten. Dit woord is in 1700 voor het eerst opgetekend, in een Bargoens woordenboekje, met als betekenis 'Taylers Holiday, when they have leave to Play, and Cucumbers are in Season'.
Komkommers worden in de zomer geoogst, de adel verliet in de zomer de stad, waardoor er voor de kleermakers niet veel te verdienen viel. Volgens enkele Engelse slangwoordenboeken schijnt cucumber-time aanvankelijk vooral te zijn gebruikt door Duitse kleermakers in Londen. Waarschijnlijk gaat het hier om een vertaling van het Duitse Sauregurkenzeit ('augurkentijd’, augurken behoren tot dezelfde soort als de komkommers), dat sinds de achttiende eeuw bekend is. In elk geval is de term in Engeland in onbruik geraakt.

### Duits
De Duitse term voor komkommertijd is Sauregurkenzeit (augurkentijd – Gurke is het Duitse woord voor "komkommer"). Dit woord stamt uit Berlijn, waar het voorkwam vanaf het eind van de achttiende eeuw. Ook voor dit Duitse woord bestaan verschillende mogelijke verklaringen over de herkomst. Enerzijds zou het kunnen verwijzen naar de verse aanvoer van augurken in de zomermaanden (Gewürzgurke is het Duitse woord voor "augurk"). 

### Jiddisch
Nog een andere verklaring is dat het woord uit het Jiddisch komt, en een volksetymologische afleiding is van Zóres- und Jókresszeit (afkomstig van de Hebreeuwse woorden zarót en jakrút), hetgeen betekent "de tijd van nood en treurnis". In de zomerperiode wordt Tisja be'Aaw herdacht, de verwoesting van de Tempel in Jeruzalem. Hieraan gaan drie weken van rouw vooraf.

## Komkommertijd in het Nederlands
In het Nederlandse taalgebied is komkommertijd voor het eerst opgetekend in 1787. Op 14 juli 1787 schrijft het Rotterdamse patriottenblad Het Saturdags Kroegpraatje, in een tweespraak tussen Piet en Kees: "Is er van de week ook wat nieuws van de groote Heeren uit den Haag?", vraagt Piet. "Neen", antwoordt Kees, "maar je mot denken, het is, regtevoort [momenteel], in de komkommertyd, en dan staat alles zoo wat stil." Vervolgens vinden we het woord in 1792 ("het schijnt wel een eeuwigdurende komkommertijd"), en in 1793 zelfs in een vertaalwoordenboek (Marin, Nederlands-Frans, 6de editie: ,,’t is in den komkommertijd. ’T is den tijd dat er niet[s] te doen valt’’; in de voorgaande editie ontbreekt het).
Daarna komen we komkommertijd decennialang niet meer tegen, maar dat is wellicht te verklaren uit het feit dat er voor de eerste helft van de 19de eeuw relatief weinig bronnen digitaal ontsloten zijn. Vanaf 1858 duikt komkommertijd geregeld in Nederlandse kranten op. Dit sluit aan bij de ontwikkeling in het Duits, want volgens Pfeifer (1993, Etymologisches Wörterbuch, blz. 1170) raakte het woord in het midden van de 19e eeuw in Duitse kranten in de mode. Alles bij elkaar is het dus het meest waarschijnlijk dat het Nederlandse komkommertijd een leenvertaling is van het Duitse Sauregurkenzeit.
In het West-Vlaams werd de komkommertijd ruim honderd jaar geleden ook wel plattebonentijd genoemd, maar dat woord is inmiddels in onbruik geraakt.
Overigens wordt het woord komkommertijd geregeld fout geschreven, en wel als kommertijd. Soms gebeurt dat opzettelijk, bij wijze van woordspeling (in de komkommertijd is er meer plaats in de media voor kommer en kwel, ellende), maar geregeld gebeurt het ook geheel onopzettelijk. Deze verbastering heeft voeding gegeven aan het idee dat komkommertijd is afgeleid van kommertijd -een periode waarin er slechts armoedig nieuws te melden valt- maar dat is onjuist.

## Verschijningsvormen
In de serieuzere kranten verschijnen in de komkommertijd berichten over kleine diefstallen en andere voorvallen, die in de rest van het jaar nooit gepubliceerd zouden worden. Bovendien zijn de kranten gedurende deze tijd dunner dan normaal. De weinige sportevenementen, zoals de Ronde van Frankrijk, worden breed uitgemeten. Sterker, om de terugval in de verkopen van de Franse sportkrant l'Auto in de zomer op te vangen, heeft het blad in 1903 het initiatief genomen de Ronde van Frankrijk te organiseren. In 2008 werd de komkommertijd enigszins beperkt door de Olympische Zomerspelen te Peking. Dat is niet alleen het geval voor de kranten, maar ook voor radio en televisie.
De televisie vertoont in deze periode meestal minder nieuwe series en sommige gebruikelijke soapseries zijn met een cliffhanger tijdelijk gestopt. Vaak worden oude films, documentaires en series (uit het winterseizoen of vorige jaargangen) herhaald. Bekend zijn de herhalingen van F.C. De Kampioenen op de Vlaamse televisiezender Eén en De Kotmadam op VTM. Ook zijn er veel herhalingen te zien van oude afleveringen va quizzen en spelprogramma's. Op de Nederlandse televisie wordt ingespeeld op de komkommertijd door middel van luchtige programma's en het programma Zomergasten, dat veel zendtijd reserveert om diep in te gaan op het werk van één persoon.

### Komkommerdieren
Komkommerdieren zijn vermeende, niet-inheemse dieren of anderszins curieuze en bij voorkeur enigszins vreeswekkende dieren, waarvan de waarnemingen dankbaar "nieuws" leveren voor de media.
Aan het begin van de twintigste eeuw schijnen kranten in de komkommertijd vooral graag te hebben geschreven over zeeslangen. Althans, in 1914 schreef de woordenboekmaker Mathijs Jacobus Koenen bij het woord zeeslang (dat in de voorgaande druk nog zeer zakelijk was behandeld): Zeeslang, ook monsterslang, die, naar men wil, in den oceaan verblijf houdt en nu en dan gezien wordt, vooral in den komkommertijd. Twee jaar later schreef de volkskundige Jos. Schrijnen: Fabelachtige sprookjesdieren zijn de meerkat, de beruchte zeeslang - óók bekend uit onzen komkommertijd en eveneens de zeeslang der lucht.
Relatief talrijk worden waarnemingen gemeld van grote katachtigen, met name van poema’s of zwarte panters. De Poema op de Veluwe zou in juni 2005 zijn gesignaleerd op de Ginkelse heide. Ook in de Amerikaanse staat Alabama, waar de wilde poema is uitgestorven, worden met regelmaat waarnemingen van Poema's gemeld. Een andere mysterieuze katachtige, Het beest van Exmoor, zou jarenlang zijn waargenomen in de velden van Exmoor, Devon en Somerset in het Verenigd Koninkrijk.

## Varia
F.A. Stoett omschreef de komkommertijd als "een slappe tijd, waarin weinig zaken gedaan worden, dus in de maand augustus, als er veel komkommers zijn en de handel over het algemeen niet zeer levendig is".